# Cacia beccarii
Cacia beccarii är en skalbaggsart som beskrevs av Charles Joseph Gahan 1907. Cacia beccarii ingår i släktet Cacia och familjen långhorningar. Inga underarter finns listade.